# رونو ورله
رونو ورله (فرانسوی: Renaud Verley‎؛ زادهٔ ۹ نوامبر ۱۹۴۵) بازیگر اهل فرانسه است.
از فیلم‌ها یا برنامه‌های تلویزیونی که وی در آن نقش داشته است، می‌توان به خون دیگران، اودیسه، غروب خدایان و صد خشت و سفال اشاره کرد.